# San Pablo de Nuevo Napeanos
San Pablo de Nuevo Napeanos fue un pueblo de los territorios amazónicos que conforman hoy la actual ciudad de Iquitos, fueron habitados por las tribus selváticas de los Yameos (nativos napeanos) y los Iquitos, hasta la llegada de los españoles.

## Historia
Durante los años de 1638 a 1769 indígenas de la Amazonía fueron obligados por los misioneros de La Compañía de Jesús (Jesuitas de Quito) a incorporarse a reducciones (pueblos misionales).
Iquitos fue fundada por una misión jesuita bajo el nombre de San Pablo de Napeanos. Este pueblo fue una reducción de nativos napeanos e iquitos y estaba situada a orillas del río Nanay hasta mediados del siglo XVIII. Su población se dispersó alrededor del año 1757 y se trasladó en 1764 a su ubicación actual (margen izquierda del Amazonas).
Fundado por los jesuitas y organizado por el padre José Bahamonde, el pueblo formado a orillas del Amazonas tomó el nombre de San Pablo de Nuevo Napeanos.

## Desaparición del pueblo
Con el tiempo, los nativos napeanos progresivamente fueron abandonando el caserío hasta quedar sólo nativos Iquitos, por lo que, a fines del siglo XVIII ya se le conocía como “el caserío de Iquitos”.
En 1808, Hipólito Sánchez Rangel, el obispo de Maynas, reporta que el caserío de Iquitos tenía 171 habitantes y para el 8 de junio de 1842, fecha en la que Iquitos fue elevada a distrito, contaba con algo más de 200 habitantes.
En 1851 se firma el Tratado de Amistad, Comercio y Navegación con Brasil, por el que el Perú cedió 56.507 km² de territorio amazónico.
Iquitos, en 1860, según Paz Soldán, tenía sólo 300 habitantes. Por 1862, la población se incrementó a cerca de 431 pobladores y en 1864, se registran 648 habitantes, predominantemente mestizos por la presencia de familias procedentes de Borja, Santiago, Santa Teresa, Barranca y otros, que huyeron del ataque de nativos Huambisas y Aguarunas que destruyeron estos pueblos.
Iquitos fue una lánguida y olvidada villa hasta la llegada de los marinos y buques peruanos. El arribo histórico del Vapor de Guerra "Pastaza" remolcando al Bergantín "Próspero" (alquilado como transporte), fue el viernes 26 de febrero de 1864, a las 05:45 p.m. El Libro de Bitácora original del "Pastaza" que describe tal hecho se encuentra actualmente conservado y custodiado en el Archivo Histórico y Biblioteca Central de la Marina de Guerra del Perú. El arribo de los marinos desencadenó en un incipiente crecimiento urbano cuando se construyó la factoría y el apostadero.
- Datos: Q19800498